# Dall'alba al tramonto (Ermal Meta)
Dall'alba al tramonto è un singolo del cantautore albanese Ermal Meta, pubblicato il 20 aprile 2018 come secondo estratto dal terzo album in studio Non abbiamo armi.

## Descrizione
Seconda traccia dell'album, il brano presenta influenze dal funk ed era stato composto originariamente durante le sessioni di registrazione del secondo album Vietato morire nel 2016, venendo tuttavia scartato.

## Video musicale
Il videoclip, diretto da Matteo Bruno, è stato pubblicato il 23 maggio 2018 e mostra scene del cantante impegnato in uno speed date con altre in cui viene mostrata la relazione tra due persone.

## Formazione
Musicisti
- Ermal Meta – voce, cori, sintetizzatore, programmazione, arrangiamento
- Michele Quaini – chitarra
- Emiliano Bassi – batteria
- Andrea Torresani – basso
- Dario Faini – sintetizzatore, programmazione, arrangiamento
- Vanni Casagrande – sintetizzatore, programmazione, arrangiamento
- Roberto Cardelli – sintetizzatore, programmazione, arrangiamento

Produzione
- Ermal Meta – produzione, registrazione
- Roberto Cardelli – produzione
- Cristian Milani – missaggio
- Giordano Colombo – registrazione
- Simone Bertolotti – registrazione
- Antonio Baglio – mastering

## Classifiche
| Classifica (2018) | Posizione massima |
| ----------------- | ----------------- |
| Italia            | 57                |